# Lucilectric
Lucilectric var en tysk popgrupp från Berlin som grundades 1993 av sångerskan Luci van Org och producent Ralf Goldkind. Gruppen är mest känd för sin genombrottslåt "Mädchen" 1994. "Mädchen" låg 12 veckor på Tyskland Top 10, med en andraplats som högsta placering.
Lucilectric splittrades 1999.